# Hilarographa africana
Hilarographa africana är en fjärilsart som beskrevs av Walsingham 1897. Hilarographa africana ingår i släktet Hilarographa och familjen vecklare. Inga underarter finns listade i Catalogue of Life.